# Public Enemy No. 1
Public Enemy No. 1 lub Public Enemy Number One to piosenka amerykańskiego thrashmetalowego zespołu Megadeth, całkowicie napisana przez Mustaine'a. Jest to drugi singiel i drugi utwór z trzynastego albumu Megadetha o nazwie Thirteen, który ukazał się w dniu 1 listopada 2011 roku. Utwór został komercyjnie wydany jako singiel 13 września 2011 roku .Teledysk do utworu został wydany 5 listopada 2011 roku. Tekst do utworu inspirowany jest poczynaniami gangstera Ala Capone.

## Utwory
| 1. | "Public Enemy No. 1" | 4:13  |
|    |                      |       |
|    |                      | 04:13 |
|    |                      |       |

## Skład grupy
- Dave Mustaine - wokal, gitara solowa, rytmiczna
- Chris Broderick - gitara solowa, rytmiczna
- Shawn Drover - perkusja
- Dave Ellefson - gitara basowa